# ゲシュタルト心理学
ゲシュタルト心理学（ゲシュタルトしんりがく、Gestalt Psychology）とは、心理学の一学派。形態心理学ともいう。一つの図形のように個々の要素の総和以上のまとまりのある形態をゲシュタルトという。精神や意識をゲシュタルトとしてみる立場から考察する心理学。人間の精神を、部分や要素の集合ではなく、全体性や構造に重点を置いて捉える。この全体性を持ったまとまりのある構造をドイツ語でゲシュタルト(Gestalt ：形態)と呼ぶ。
ゲシュタルト心理学は、ヴントを中心とした要素主義・構成主義の心理学に対する反論として、20世紀初頭にドイツにて提起された経緯を持つ。精神分析学や行動主義心理学に比べると、元々の心理学に近いと言える。特にユダヤ系の学者が多かった事などもあって、ナチスが台頭してきた時代に、同学派の主要な心理学者の大部分がアメリカに亡命した（例外的にヴォルフガング・ケーラーのみはバルト・ドイツ人出身）。その後、同学派の考え方は知覚心理学、社会心理学、認知心理学などに受け継がれた。自然科学的・実験主義的アプローチや、全体性の考察に力学の概念を取り入れた事など、現代の心理学に与えた影響は大きい。
日本の研究者では、ケーラーのもとで学んだ佐久間鼎などがいる。言語学者でもあった佐久間は発音にもこだわり、より原語の発音に近い「ゲシタルト」と称した。現在でも、「ゲシュタルト心理学」ではなく「ゲシタルト心理学」という語を用いる研究者もいる。

## 概要
構成主義・要素主義の立場では、人間の心理現象は要素の総和によるものであり、視覚・聴覚などの刺激には、個々にその感覚や認識などが対応していると考えられている。例えば既知のメロディを認識する過程では、一つ一つの音に対して記憶と対照した認知があり、その総和がメロディーの認識を構成すると考える。
これに対する反論としては、移調した既知の旋律であっても、同じ旋律であると認識出来る事の説明にならないというものがある。一つ一つの音は既知の旋律とは違っていても、移調しただけであれば、実際は同じものであると人は認識できる、というものである。
この事を説明するために提唱されたのが、ゲシュタルト性質という概念である。
ゲシュタルト心理学の最も基本的な考え方は、知覚は単に対象となる物事に由来する個別的な感覚刺激によって形成されるのではなく、それら個別的な刺激には還元出来ない全体的な枠組みによって大きく規定される、というものである。ここで、全体的な枠組みにあたるものはゲシュタルト(形態)と呼ばれる。
例えば果物が書かれた絵を見て、それが線や点の集合ではなく「りんご」であるように見える事や、映画を見て複数のコマが映写されているのではなく動いているように見える事は、ゲシュタルトの働きの重要性を考えさせられる例である。
ベルリン学派に属する M. ヴェルトハイマー、W. ケーラー、K. コフカ、K. レヴィンらが中心的存在である。

## プレグナンツの法則
ヴェルトハイマーは、人間がゲシュタルトを知覚するときの法則について考察し、以下に挙げるような法則（プレグナンツの法則、law of prägnanz、プレグナンツとは「簡潔さ」の意）を示した。これらは視知覚によるものだが、後の研究で記憶や学習、思考などにも当てはめられる事が判明している。

### 近接の要因
近接しているもの同士はひとまとまりになりやすい。例えば以下の図では、近接している2つの縦線がグループとして知覚される。離れた縦線同士はグループには成りにくい。空間的なものだけでなく、時間的にも近いものは、まとまって認識されやすい。
```
 ｜｜　　　　｜｜　　　　｜｜
```

### 類同の要因
いくつかの刺激がある時、同種のもの同士がひとまとまりになりやすい。以下の図では、黒い四角と白い四角のグループが交互に並んでいるように知覚される。白黒、黒白のグループが交互に並んでいるようには知覚されにくい。
```
□■■□□■■□□■■□□■■□□■
```

### 閉合の要因
互いに閉じあっているもの同士（閉じた領域）はひとまとまりになりやすい。例えば以下の図では、閉じた括弧同士がグループを成すように認識される。〕と〔 同士では、グループとして認識されにくい。
```
〕〔   〕〔   〕〔   〕〔
```

### よい連続の要因
いくつかの曲線になり得る刺激がある時、よい曲線（なめらかな曲線）として連続しているものは1つとして見られる。例えば、「ベン図」（2つの円の一部分が重なった図。数学の教科書などで、集合の解説によく用いられる）では、「円が2つある」と認識され、「欠けた円が2つと、ラグビーボールのような形が1つある」とは認識されにくい。
なお、「よい連続の要因」と似た法則として「よい形の要因」（よい形とは規則的な形を表す）もある。

## 歴史的経緯と主要人物
ドイツの心理学には、ベルリン学派あるいはフランクフルト/ベルリン学派と呼ばれる学派が存在していた。これは主要な心理学者が集っていた二つの大学の名前を指している。マックス・ヴェルトハイマーはプラハ大学で法学を学び卒業した後、ベルリン大学およびヴェルツブルク大学で心理学を研究するようになった。プラハ大学でエーレンフェルスの講義、ベルリン大学でシュトゥンプの講義を聴いた。
ヴェルトハイマーは1912年、運動の知覚に関する画期的な論文『運動視の実験的研究』を発表した。（これはワトソンの行動主義宣言の前年に発表したことになる。）
ヴェルトハイマーによる実験では、当時フランクフルト大学の助手をしていたケーラーとコフカおよびコフカ夫人の3人が被験者となった。細い線と太い線を使うと線が拡張するように見えたり、水平な線[ - ]と45度の線 [ / ]を連続して提示すると線が角運動しているように見えたりした。どちらも実際には物理的には存在しない動きが見える現象であり、これをファイ現象と呼んだ。（φは「現象」を意味するドイツ語Phänomenの頭文字）。
それ以前、ヘルムホルツやヴントなどは仮現運動の原因として眼球運動との連合を考えたが、それに対しヴェルトハイマーは、真ん中の刺激が左右同時に分かれる刺激図形を実験に用いて、眼球運動は仮現運動の必要条件ではないことを実証した。また、グラーツ学派は「先に感覚があってゲシュタルト質がその感覚データに付与される」と考えていたが、ヴェルトハイマーはそうではなく、最初から感覚のなかにゲシュタルトが組み込まれていると論じた。コフカは後の1935年ゲシュタルトと体制化はほぼ同じ意味であると論ずるようになった。人間は刺激を単純で明快な方向へと知覚しようとする傾向があり、これをヴェルトハイマーはプレグナンツの法則と呼んだ。
ヴォルフガング・ケーラーは、第一次大戦中、アフリカ北西のカナリア諸島のテネリフェ島にある類人猿研究所でチンパンジーを用いた実験を行っていた。チンパンジーが新しい方法で天井から吊り下がったバナナを取ることを観察し、試行錯誤学習に対比して、これを洞察学習と呼び、研究成果を『類人猿の知恵試験』という本にまとめた（1917、1921）。ケーラーはプレグナンツの法則が成立する背景には、それと類似した脳の中枢過程があると考えた。一例を挙げると、ある空間的構造がそのように体験され知覚されるのは脳内の基盤となる過程が機能的に対応しているからだ、としている。このような考え方は心理物理同型説（psychophysical isomorphism）と呼ばれている。
クルト・レヴィンは1930年代にヴェルトハイマーら3人と一緒に研究したことや、ベルリン大学で学位をとった関係でゲシュタルト心理学者のひとりとされている。レヴィンは体験を通じて構造化される空間に興味を示し、それをやがて生活空間と呼ぶようになった。ケーラーが心理物理的な場理論を考えていたのとは対照的に、レヴィンは純粋に心理的な場理論を考えた。これはトポロギー心理学（トポロジー心理学Topologie psychology）との名称で知られるようになった。Topologieとは位相幾何学という意味である。
レヴィンはゲシュタルト心理学を人間個人だけでなく集団行動にも応用した。集団内における個人の行動は、集団のエネルギー場、すなわち集団がもつ性質やどんな成員がいるのかといったことなどによって影響を受けると考え、これによりグループ・ダイナミックス（集団力学）を生み出した。このグループ・ダイナミックスはやがて感受性訓練などにも応用され、臨床的分野へと広がっていった。また、レヴィンは、米国に渡ってから政治的・社会的問題にも関心を示し、実践的な方法としてアクション・リサーチを提唱し、社会心理学などにも影響を与えた。
ベルリン学派の主要な4人は全員米国へ渡り、その地で亡くなっている。1933年にドイツでナチスが政権を握るとユダヤ人学者は教壇から追放された。当時15人いたドイツの心理学教授のうち5人が失職した。コフカは米国のスミス大学の教授として、晩年までゲシュタルト心理学の普及に努めた。なかでも1935年に英語で発表された『ゲシュタルト心理学の原理』は網羅的なものであり、ゲシュタルト心理学が知覚の理論にとどまらないことを人々に広く知らしめた。ケーラーはユダヤ人ではなかったが、職場のベルリン大学への政府の介入を嫌い1935年に米国に亡命した。レヴィンは1933年は海外で講義を行うために旅行に出ており、日本からロシアへの旅の途中でナチス政権について聞き、ドイツに戻らず米国に亡命した。
ゲシュタルト心理学はドイツや日本で大きな潮流となった。
米国ではドイツや日本ほどではなかった。というのは主要な用語や概念が英語という外国語ではうまく表現できず、曖昧なものと考えられたことなどが挙げられる。結局ゲシュタルトやプレグナンツという用語も英語ではなくドイツ語のまま使用された。だが、自身をゲシュタルト心理学者と呼ぶ者は少ないものの、ゲシュタルト心理学に接近したエドワード・トールマンがのちの認知心理学の成立に与えた影響や、グループ・ダイナミックスが社会心理学や行動科学の発展に果たした役割を考慮すると、むしろゲシュタルト心理学がアメリカの主流な心理学の流れを変えたのだと言ってもよさそうである。
- フォン・エーレンフェルス（Christian von Ehrenfels 1859年 - 1932年）
- クルト・ゴルトシュタイン（Kurt Goldstein 1878年 - 1965年）
- マックス・ヴェルトハイマー（Max Wertheimer 1880年 - 1943年）：『運動視の実験的研究』（1912）、『生産的思考』（1945）
- クルト・コフカ（Kurt Koffka 1886年 - 1941年）：『発達心理学』（1921）
- ヴォルフガング・ケーラー（Wolfgang Kohler 1887年 - 1967年）：図形残効、『類人猿の知恵試験』（1917）、『物理的ゲシュタルト』（1920）
- クルト・レヴィン（Kurt Lewin 1890年 - 1947年）：グループダイナミックス、感受性訓練、トポロジー心理学
- フリッツ・ハイダー（Fritz Heider 1896年 - 1988年）
- ヴォルフガンク・メッツガー（Wolfgang Metzger 1899年 - 1979年）
- ルドルフ・アルンハイム（Rudolf Arnheim 1904年 - ）
- ソロモン・アッシュ（Solomon Asch 1907年 - 1996年）
- ガエタノ・カニッツァ（Gaetano Kanizsa 1913年 - 1993年）
- 中島祥好（Yoshitaka NAKAJIMA Kyushu University 1954年 - ）

## ゲシュタルト心理学の展開
ゲシュタルトの基本的な概念として、対象を全体として捉えるという事が言える。
例えば音楽は、個々の音を聞いた時よりも大きな効果を与える。図形もまた、中途半端な線や点であっても、丸や三角などそれを見た人間がパターンを補って理解する（逆に錯覚・誤解を引き起こす原因とも言える）。
ゲシュタルト心理学は被験者の人間が感じることを整理分類して、人間の感覚構造を研究した。そのため、図形による印象などの研究が中心であった。

## コンピュータ科学への応用
近接や類同の原理が、ラジオボタンの配置等、コンピュータのユーザインタフェース設計へ応用される。またコンピュータによる画像解析（コンピュータビジョン）にも応用されている。

## 文献
- サトウタツヤ・高砂美樹『流れを読む心理学史-世界と日本の心理学』有斐閣〈有斐閣アルマ〉、2003年。ISBN 9784641121959。